# Giovanni de Pretis
Giovanni de Pretis (eingedeutscht als Johann de Pretis; * 30. November 1800 in Cagnò, Hochstift Trient; † 26. März 1872 in Trient) war ein österreichischer Richter und Politiker der italienischen Volksgruppe im Südteil des damaligen Kronlandes Tirol (heutiges Trentino). Er war 1848 kurzzeitig Mitglied der Frankfurter Nationalversammlung und dann bis 1849 Abgeordneter zum österreichischen Reichstag. Später gehörte er zur italienischen Nationalbewegung, die eine Abtrennung des Trentino von Deutschtirol verlangte.

## Familie und Justizkarriere
Giovanni war ein Sohn des Gutsbesitzers Antonio de Pretis und katholischer Konfession. Der Diplomat und Politiker Sisinio de Pretis, Edler von Cagnodo war sein älterer Bruder. Giovanni de Pretis studierte von 1817 bis 1822 Rechtswissenschaften an den Universitäten Innsbruck und Padua und wurde zum Dr. jur. promoviert.
Danach trat er 1822 in den Gerichtsdienst in Tirol, zunächst als Praktikant am Landes- und Kriminalgericht in Cles und ab 1824 am Landgericht in Malé. Ab 1825 war er Landesgerichtsaktuar in Riva del Garda, dann Adjunkt in Levico und von 1831 bis 1832 Landesgerichtsadjunkt in Cavalese. Zwischen 1832 und 1833 arbeitete er als Amtsverwalter am Landesgericht in Neumarkt und von 1833 bis 1835 als Landrichter, zuerst in Neumarkt und seit 1834 in Strigno. Von 1835 bis 1843 war er Kollegiatsgerichtsrat in Bozen und von 1843 bis 1850 Appellationsgerichtsrat in Innsbruck. Anschließend wurde er Oberlandesgerichtsrat in Klagenfurt, bevor er in den Ruhestand versetzt wurde, den er in Trient und Steyr verbrachte.

## Politik
Vom 23. Mai 1848 bis zum 1. August 1848 vertrat er den Wahlkreis Tirol und Vorarlberg (4. Trient, Mezzolombardo) in der Frankfurter Nationalversammlung. Im Parlament blieb er fraktionslos und unterstützte die Anträge Giovanni a Prato auf Autonomie der italienischsprachigen Gebiete im Süden Tirols. Das Mandat legte er nach seiner Wahl in den konstituierenden Reichstag des Kaisertums Österreich nieder, sein Nachfolger in der Nationalversammlung war Carl Esterle. Von Juli 1848 bis März 1849 war de Pretis Abgeordneter zum Wiener Reichstag, wo er im Jänner 1849 Klubobmann der Linken sowie Zweiter Vizepräsident des Reichstages (bis Februar) wurde.
Seit Ende der 1840er Jahre war er Teilnehmer an der nationalitalienischen Bewegung in Tirol. So war er unter anderem 1848 Mitverfasser einer Denkschrift über die Abtrennung des italienischsprachigen Südteils („Welschtirol“, das heutige Trentino) von Deutschtirol. Von 1850 bis 1860 gehörte er dem Bürgerausschuss in Trient an. Im Jahr 1860 wurde er mit Verbannung, Pensionsentzug und Titelaberkennung wegen Teilnahme an revolutionären Umtrieben bestraft.
Zumindest die Verbannung scheint aber nicht vollzogen worden zu sein, da er sich auch in den folgenden Jahren noch in Österreich aufhielt. 1861 wurde er in den Tiroler Landtag gewählt, nahm den ihm zustehenden Sitz aber nicht ein, sondern boykottierte den Landtag ebenso wie andere Abgeordnete aus dem Trentino. Während des Dritten Italienischen Unabhängigkeitskrieges wurde er 1866 als bekannter Befürworter der Trienter Unabhängigkeitsbewegung vorsorglich interniert. Die Innsbrucker Nachrichten bezeichneten de Pretis in einem Nachruf als einen der „Hauptitalianissimi in Wälschtirol“.